# Burleson
Burleson es una ciudad ubicada en los condados de Johnson y Tarrant en el estado estadounidense de Texas. En el Censo de 2010 tenía una población de 36.690 habitantes y una densidad poblacional de 543,34 personas por km².

## Geografía
Burleson se encuentra ubicada en las coordenadas 32°31′7″N 97°20′27″O / 32.51861, -97.34083. Según la Oficina del Censo de los Estados Unidos, Burleson tiene una superficie total de 67.53 km², de la cual 67.36 km² corresponden a tierra firme y (0.25%) 0.17 km² es agua.

## Demografía
Según el censo de 2010, había 36.690 personas residiendo en Burleson. La densidad de población era de 543,34 hab./km². De los 36.690 habitantes, Burleson estaba compuesto por el 90.64% blancos, el 2.35% eran afroamericanos, el 0.54% eran amerindios, el 1.06% eran asiáticos, el 0.03% eran isleños del Pacífico, el 3.19% eran de otras razas y el 2.19% pertenecían a dos o más razas. Del total de la población el 11.5% eran hispanos o latinos de cualquier raza.

## Cultura popular
La película Miracles from Heaven (2016) está ambientada en Burleson.